# Lennart Mörk

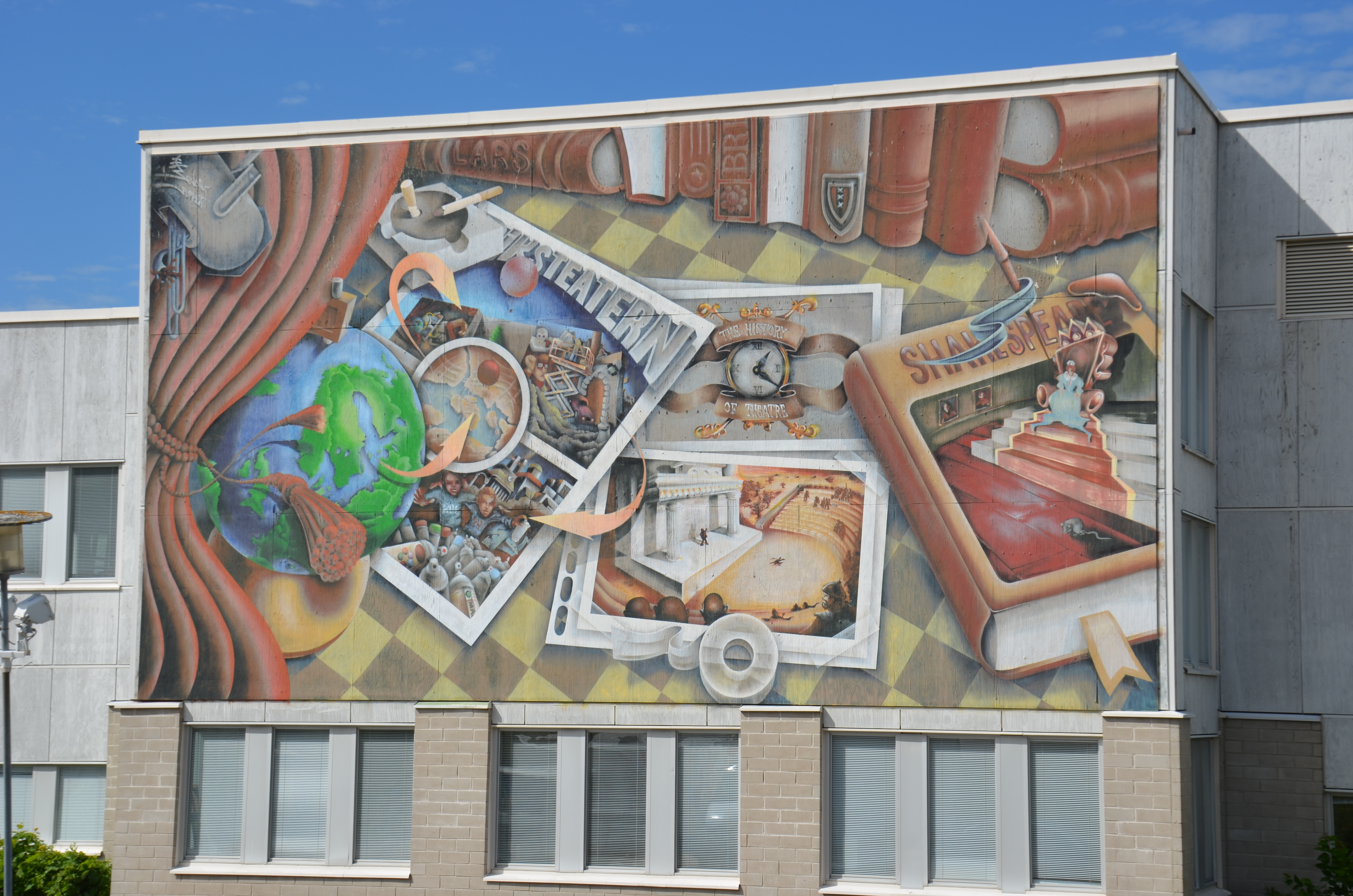
Den västra av två fasadmålningar på Riksteatern i Hallunda.

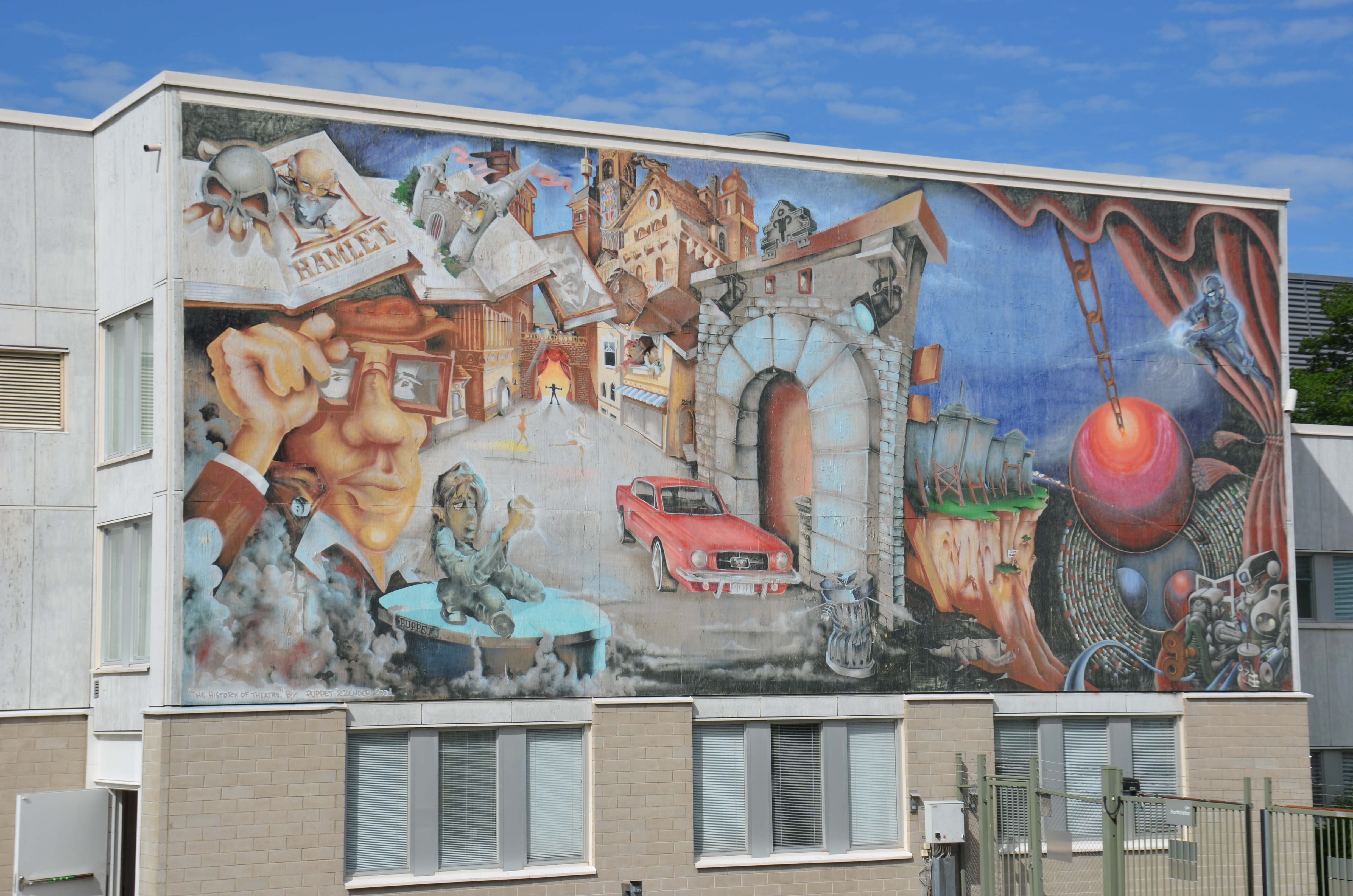
Den östra av två fasadmålningar på Riksteatern i Hallunda.

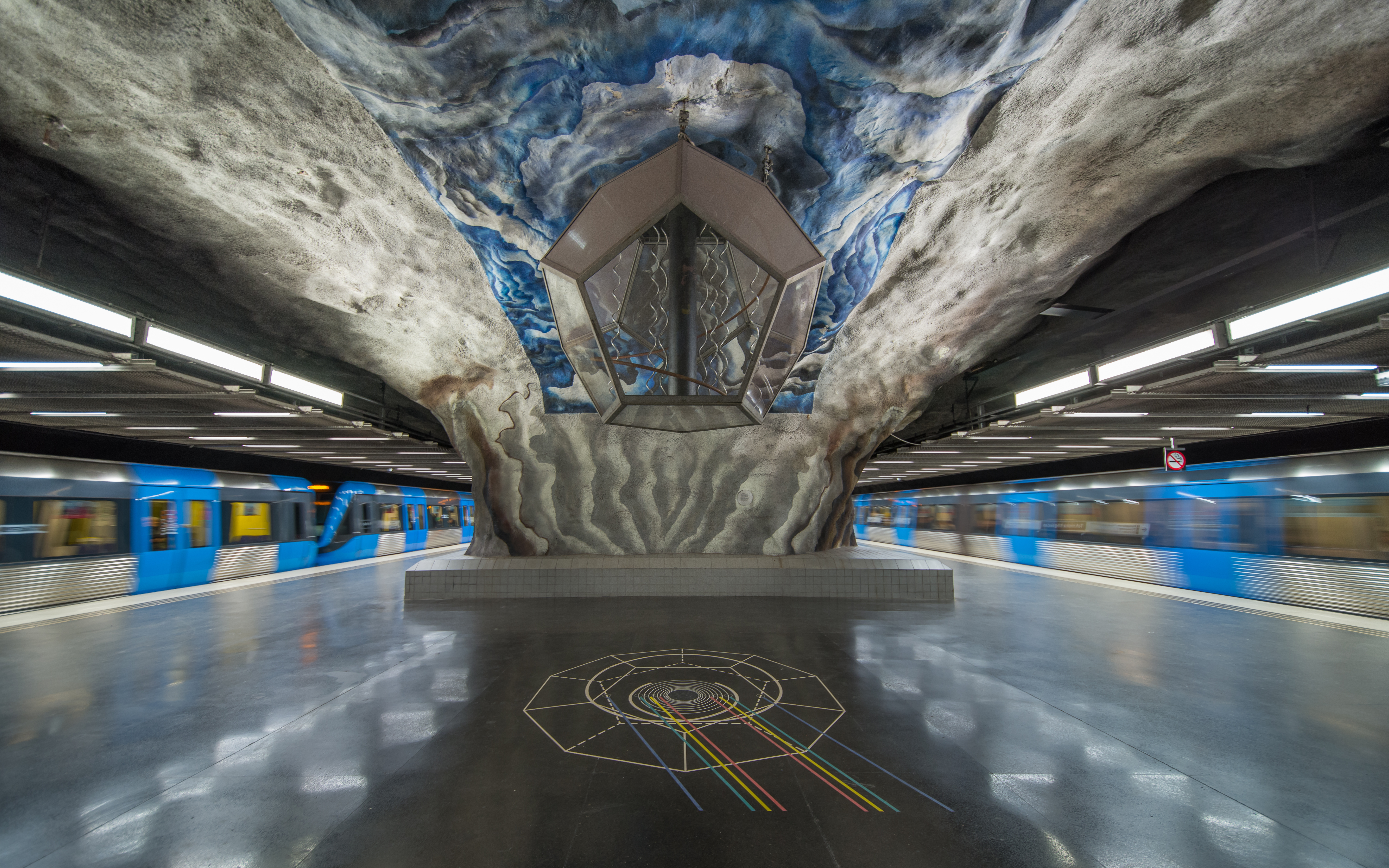
Tunnelbanestationen Tekniska högskolan i Stockholm.

Lennart Axel Mörk, född 1 augusti 1932 i Falköping, död 13 augusti 2007 i Sollentuna, var en svensk scenograf, kostymör, målare och tecknare.

## Biografi
Lennart Mörk utbildade sig på Konstfack i Stockholm och från 1955 på Konstakademien i Stockholm. Han var scenograf på Dramaten i Stockholm från 1976 och gjorde där scenografi till 64 uppsättningar. Han gjorde debut 1957 med Alf Sjöbergs uppsättning av Carl Jonas Love Almqvists Drottningens juvelsmycke.
Han samarbetade bland annat med regissörerna Ingmar Bergman och Per Verner Carlsson. Sitt sista scenografi- och kostymuppdrag gjorde han samma år han dog till Dramatens uppsättning av Alexander och påfågeln i regi av Agneta Ehrensvärd.
Lennart Mörk utsmyckade även offentliga miljöer, däribland Tekniska högskolans tunnelbanestation i Stockholm (1973) och fasaderna på Riksteatern i Hallunda i Botkyrka kommun. Tunnelbaneutsmyckningen inbegriper målningar, tekniska figurer och skulpturer som symboliserar och illustrerar de fyra elementen, universum och den tekniska utvecklingen. Mörk arbetade även med museiutställningar, bland annat Oskuld – Arsenik (1966/67) på Nordiska museet och Gustaf III (1972/73) på Nationalmuseum. 1998 visades utställningen 
Lennart Mörk retrospektivt, 40 år i bild och teater på Dansmuseet
Lennart Mörk gifte sig år 1976 med dansaren Karin Thulin; tillsammans fick de döttrarna Matilda Mörk och Joanna Mörk.
Mörk är representerad bland annat på Scenkonstmuseet och Nationalmuseum, Moderna  museet i Stockholm, Göteborgs stadsmuseum, Helsingborgs museum och Postmuseum
| ”                                                            | Mytologier och verkligheter, kroppen och psyket, drömmar och dokument, historien och vardagen, barnet och kosmos, drifterna och tänkandet - allt fanns med i Lennart Mörks konstnärsskap [sic]. Från hans penslar och tuschpennor strömmade bilder som blev cirka hundra scenografier till opera och teater. | „ |
| – Magnus Florin, chefsdramaturg, Kungliga Dramatiska Teatern | |   |

## Priser och utmärkelser
- 1973 – Kasper Salin-priset för utsmyckningen av Tekniska högskolans tunnelbanestation
- 1998 – Litteris et Artibus

## Offentliga verk i urval
- Gestaltning av tunnelbanestationen Tekniska högskolan i Stockholm, 1973
- Två monumentalmålningar på fasaden till Riksteaterns kontor och verkstäder i Hallunda i Botkyrka kommun, 1988
- Kö, akryl på duk, Aula Magna på Stockholms universitet, 1970-talet[14]

## Filmografi

### Roller
- 1975 – Skärseld

## Teater

### Scenografi och kostym
| År   | Produktion                   | Upphovsmän                    | Regi              | Teater                 | Noter                 |
| ---- | ---------------------------- | ----------------------------- | ----------------- | ---------------------- | --------------------- |
| 1960 | Hamlet                       | William Shakespeare           | Alf Sjöberg       | Dramaten               | Scenografi och kostym |
| 1962 | Resan Le voyage              | Georges Schehadé              | Alf Sjöberg       | Dramaten               | Scenografi och kostym |
| 1963 | Svejk i andra världskriget   | Bertolt Brecht                | Alf Sjöberg       | Dramaten               | Scenografi och kostym |
| 1967 | Om fem år                    | Federico Garcia Lorca         | Donya Feuer       | Dramaten               | Scenografi och kostym |
| 1968 | De sista entusiasterna, revy | Povel Ramel och Beppe Wolgers | Hasse Ekman       | Idéonteatern/ Turné    | Scenografi            |
| 1991 | Peer Gynt                    | Henrik Ibsen                  | Ingmar Bergman    | Dramaten               | Scenografi            |
| 1996 | Fint folk                    | Kent Andersson                | Thommy Berggren   | Dramaten               | Scenografi och kostym |
| 1996 | De löjliga preciöserna       | Molière                       | Thommy Berggren   | Dramaten               | Scenografi och kostym |
| 1996 | Kabaré… tre år kvar…         |                               | Lennart Hjulström | Dramaten               | Kostym                |
| 1997 | Masterclass                  | Terrence McNally              | Björn Melander    | Dramaten               | Scenografi och kostym |
| 2002 | Morbror Vanja                | Anton Tjechov                 | Thommy Berggren   | Stockholms stadsteater | Scenografi och kostym |
| 2004 | Hjälten                      | John Millington Synge         | Thommy Berggren   | Stockholms stadsteater | Scenografi och kostym |
| 2005 | Fröken Julie                 | August Strindberg             | Thommy Berggren   | Dramaten               | Scenografi och kostym |